# استان اقصر
استان اُقصُر (به عربی: محافظة اقصر) یکی از استان‌های کشور مصر است. این استان در جنوب مصر در امتداد رود نیل واقع شده است. مرکز آن شهر اقصر است. این استان در سال ۲۰۰۶ با جدا شدن از استان قنا تشکیل شد. جمعیت استان اقصر برابر با ۴۵۱٬۳۱۸ نفر است.